# Automolis fusca
Automolis fusca är en fjärilsart som beskrevs av George Francis Hampson 1901. Automolis fusca ingår i släktet Automolis och familjen björnspinnare. Inga underarter finns listade i Catalogue of Life.